# محسن مظاهر

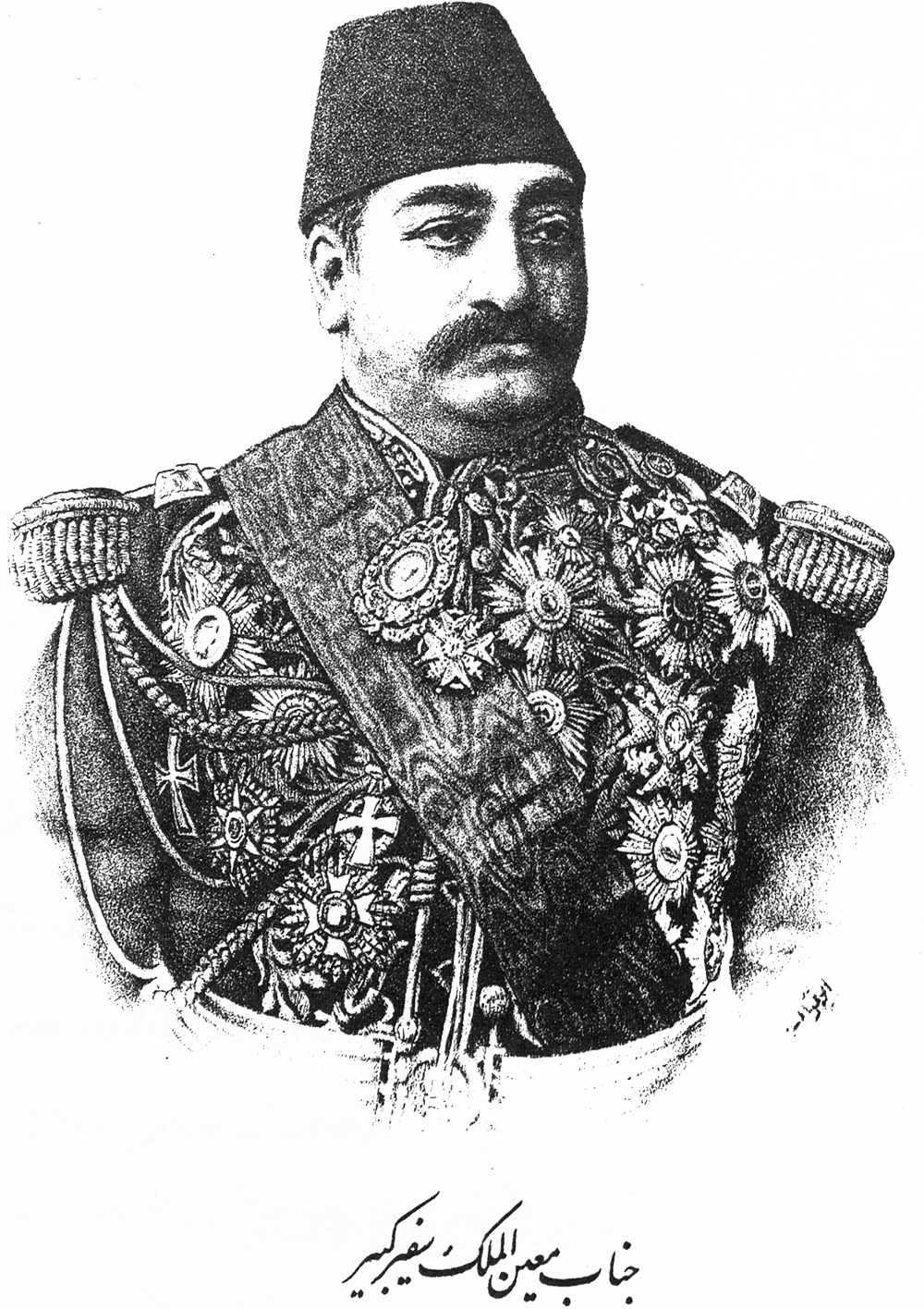
«جناب معین‌الملک، سفیر کبیر» اثر ابوتراب غفاری در ۱۳۰۲ قمری

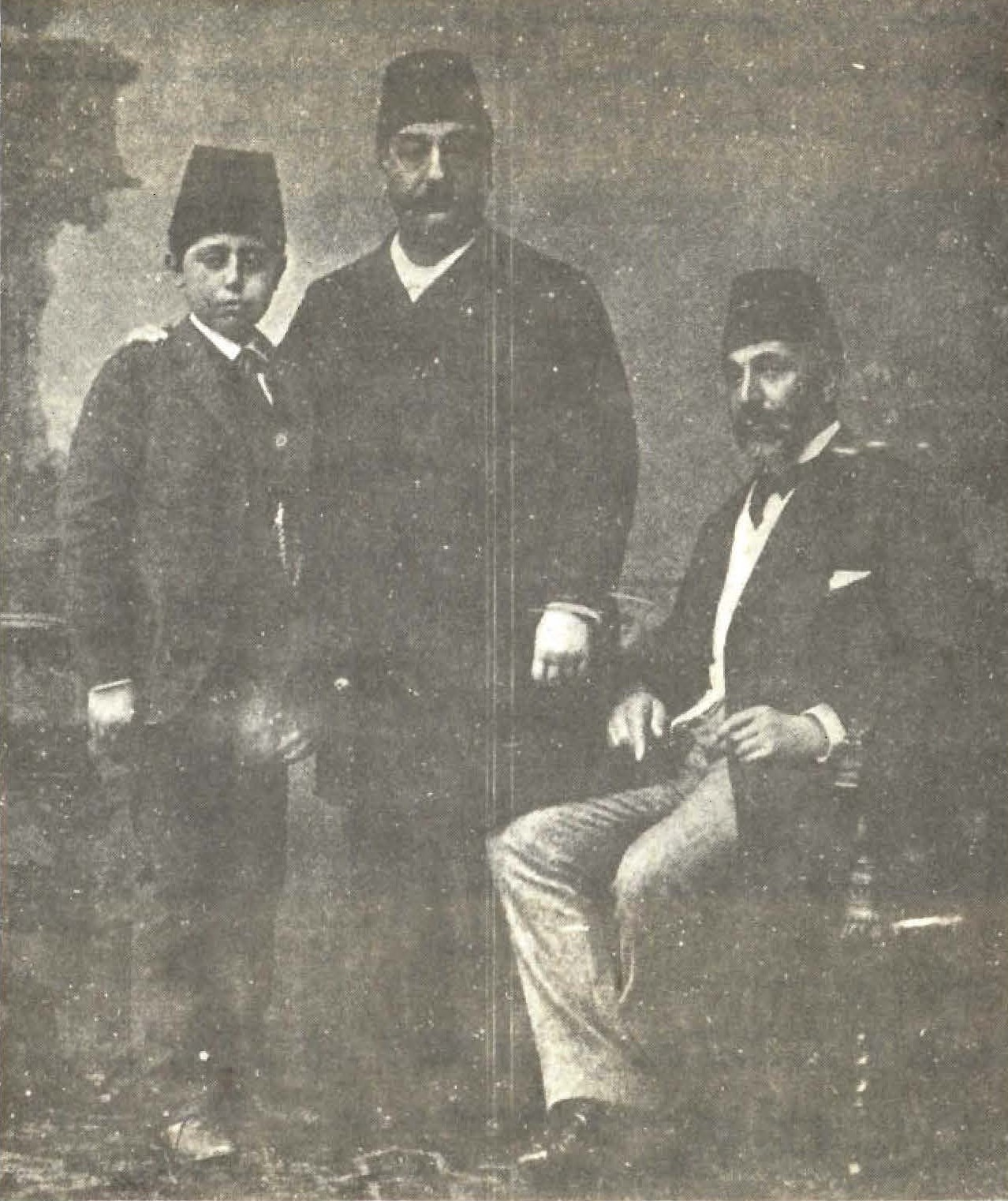
معین‌الملک بین امین‌الدوله و پسرش

میرزا محسن‌خان تبریزی (۱۲۳۵–۱۳۱۷ ه‍.ق) معروف به «مظاهر» و ملقب به «معین‌الملک»، «معتمدالملک» و «مشیرالدوله» از رجال عصر ناصرالدین‌شاه و مظفرالدین‌شاه قاجار بود. او در سِمَت کاردار و سفیر، وزیر تجارت، وزیر عدلیه، وزیر امور خارجه و حتی رئیس شورای وزیران فعالیت کرده است.

## خانواده و تحصیلات
پدرش میرزا کاظم فرزند میرزا محسن عرب، از تجار تبریز بود که در زمان فتحعلی‌شاه به تبریز مهاجرت کرد و مادرش جیران خانم دختر حاجی‌سیدحسین و خواهر عدل‌الملک و رکن‌العداله بود. میرزا محسن‌خان در جوانی زبان‌های عربی، انگلیسی، فرانسوی و احتمالاً ایتالیایی را آموخت. او در سال‌هایی که میرزا تقی‌خان امیرکبیر در تبریز اقامت داشت، توسط وی شناسایی شد و به‌عنوان مترجم به خدمت دولت وارد گردید. او علاوه بر آشنایی به زبان‌های گوناگون، در خوشنویسی نستعلیق نیز مهارتی داشته است.

## زندگی سیاسی
میرزا محسن‌خان در سال ۱۲۶۸ قمری و هم‌زمان با افتتاح دارالفنون، در سِمَت مترجم مربی ایتالیایی سپاه، پیاده‌نظام و آرایش لشکر یعنی متراتسوا انجام وظیفه نمود. سپس به وزارت امور خارجه فراخوانده شد و با سمت نایب سومی سفارت ایران در سن پترزبورگ فعالیت خود را آغاز نمود. در این سِمَت و در سال ۱۲۷۲ قمری لقب خان گرفت و در سال ۱۲۷۵ قمری به نایب اولی سفارت ایران در پاریس ارتقا یافت.
او که هم‌زمان سابقهٔ خدمت نظامی را نیز حفظ نموده بود، در سال ۱۲۸۴ قمری سرتیپ اول شد و به شارژدافری (وزیر مقیم) ایران در لندن منصوب گردید. او در این سِمَت نقش تعیین‌کننده‌ای در انعقاد امتیازنامه رویتر داشت. در سال ۱۲۸۸ به دستور میرزا حسین‌خان مشیرالدوله وزیرمختار ایران در استانبول گردید و مدت بیست سال در این سمت باقی ماند. در همین زمان برادرزادهٔ خود به نام محمد مظاهر که در چهار سالگی یتیم شده بود را با خود به استانبول برد. محمد پس از پایان تحصیلات مقدماتی در استانبول به پاریس رفت تا حقوق بخواند. بعدها در ایران ملقب به «صدیق حضرت» شد. پس از مشروطه به نمایندگی مجلس رسید و در وزارتخانه‌های خارجه و مالیه استخدام شد.
محسن مظاهر در چاپ و نشر مشهورترین روزنامهٔ سیاسی، اجتماعی و فرهنگی فارسی‌زبان عصر خویش به نام اختر تأثیر فراوانی داشت. اختر در مدت کوتاهی چنان شهرتی پیدا کرد که روزنامه‌فروشان، «اختری» خوانده شدند. مشهور است که او نخستین دستگاه تلفن را به ایران وارد کرده است که ناصرالدین‌شاه برای تماس بین شمس‌العماره با باغ سپهسالار از آن استفاده می‌نموده است.
در سال ۱۳۰۸ قمری یا به دلیل دشمنی امین‌السلطان یا به دلیل همفکری با میرزا ملکم‌خان از وزیرمختاری استانبول عزل گردید و به تهران فرا خوانده شد و در برابر اصرار وزیرمختار عثمانی در تهران برای بازگشت وی سرانجام ناصرالدین‌شاه پاسخ داد:
اگر سلطان عثمانی استعفاء مرا از سلطنت خواهش نماید قبول می‌کنم. اما مجدداً سفارت حاجی محسن‌خان را قبول نخواهم کرد…
محسن‌خان سرانجام پس از یک سال بیکاری، در سال ۱۳۰۹ قمری، هم‌زمان وزیر تجارت و وزیر عدلیه گردید. در سال ۱۳۱۲ پست وزارت تجارت را از دست داد و تا پایان عمرِ ناصرالدین‌شاه، وزارت عدلیه را در اختیار داشت. در اوایل سلطنت مظفرالدین‌شاه، در کابینهٔ امین‌السلطان وزیر امور خارجه گردید و با عزل امین‌الدوله توسط شاه، مدت دوماه و نیم موقتاً ریاست شورای وزیران (کابینه) را در اختیار گرفت.

## مرگ
محسن‌خان در سال ۱۳۱۷ دچار بیماری گردید و در کسوت وزیر امور خارجه برای معالجه به اروپا رفت، ولی معالجات بی‌ثمر بود و وی در سن ۸۲ سالگی در اروپا درگذشت.